# バージンブルー (SALLYの曲)
「バージンブルー」は、日本のロックバンドSALLYの楽曲で、1984年7月1日に1枚目のシングルとして発売された。

## 概要
「キリンレモン2101」のコマーシャルソング。
SALLYのボーカル・加藤喜一によると、もともとはバンドのオリジナル楽曲でデビューする予定だったが、大型タイアップの話が舞い込み、急遽鈴木キサブローによる「バージンブルー」に変更されたという。SALLYはビートルズのようなコーラスを売りとする「ピュアなロックンロール」バンドとして売り出していたが、「バージンブルー」のデモテープを聞いた際はグループサウンドと感じてがっかりし、関係者からこれやったらあとは好きなようにしていいと説得されたと加藤はのちに振り返っている。一方で加藤は好き嫌いを超えて自分の血肉の一部となったとも述懐している。
本曲で、第26回日本レコード大賞新人賞を受賞した。

## シングル収録曲
- A面 バージンブルー
作詞：さがらよしあき
作曲：鈴木キサブロー
編曲：鈴木キサブロー・大島ミチル
- B面 夏の日の恋
作詞・作曲・編曲：YOSUKE & KEACH

## カバー
| アーティスト       | 収録作品                        | 発売日                | タイトル                 | 時間           |
| バージンブルー     | バージンブルー                  | バージンブルー        | バージンブルー           | バージンブルー |
| ------------------ | ------------------------------- | --------------------- | ------------------------ | -------------- |
| ジャッキー・チュン | アルバム『Smile』               | 1985年4月18日 、香港  | 「交叉算了」（広東語詞） | 3:03           |
| ジャッキー・チュン | シングル『交叉算了/局外人』     | 1985年10月27日 、香港 | 「交叉算了」（広東語詞） | 5:20           |
| Lead               | シングル『バージンブルー』      | 2006年3月8日          | 「バージンブルー」       | 3:40           |
| Lead               | シングル『SPEED STAR★』         | 2010年7月28日         | 「バージンブルー 2010」  | 3:42           |
| パク・ジュニョン   | アルバム『THE MAN IN THE PARK』 | 2023年5月10日         | 「バージンブルー」       | 3:07           |

## Leadのカバー・シングル
日本のダンス・ユニットLeadのシングル『バージンブルー』は、2006年3月8日に10枚目のシングルとして発売された。

### Lead版概要
- 初回封入特典はトレーディングカード1枚（全10種類）、スペシャルプレゼント応募券（A賞：完全招待制イベントペアチケット500組1000名／B賞：バージンブルー・オリジナルグッズ200名）。
- 2010年7月28日に発売された17枚目のシングル『SPEED STAR★』に、「バージンブルー」を新たなアレンジで再録した「バージンブルー 2010」が収録されている。

### Lead版シングル収録曲
1. バージンブルー
作詞：さがらよしあき
作曲：鈴木キサブロー
編曲：Haya
2. Cosmic Drive
作詞：かつらかじ
作曲・編曲：原田卓也
3. バージンブルー <Instrumental>
4. Cosmic Drive <Instrumental>